# Nighthawk Records
Nighthawk Records ist ein US-amerikanisches Plattenlabel, das 1976 von Leroy Pierson gegründet wurde.
Auf dem Label sind in den ersten Jahren seit seiner Gründung vor allem von der Kritik hochgelobte Kompilationen von Werken vor und nach dem Zweiten Weltkrieg aufgenommener Bluesmusiker wie zum Beispiel Robert Nighthawk (dem Namensgeber des Labels), Professor Longhair, Sonny Boy Williamson II., Robert Lockwood Jr., Little Walter, Lightnin’ Hopkins und Big Joe Williams herausgegeben worden, daneben auch ein Album mit neueren Aufnahmen von Henry Townsend.
Im Jahr 1980 haben sich Nighthawk Records auf Jamaikanische Musik umorientiert und – mit Ausnahme eines Albums mit Bluessongs des Gründers und Inhabers Leroy Jodie Pierson (1988) – nur noch Reggae-Aufnahmen produziert. Der langjährige Inhaber Robert Schoenfeld verstarb im Alter von 59 Jahren in seinem Haus in St. Louis, Missouri am 23. Oktober 2006.

## Belege
1. ↑  Bob Schoenfeld, Founder of Reggae Label Nighthawk Records, Dies at 57